# Vit jul
En vit jul innebär snö på juldagen. Fenomenet är vanligast på norra halvklotet. Eftersom december på Södra halvklotet är en sommarmånad, är vita jular där ovanliga, undantaget är Antarktis, Sydalperna på Sydön i Nya Zeeland samt delar av Anderna i Sydamerika. Julsången "White Christmas", insjungen av Bing Crosby, beskriver en vit jul.

## Definition

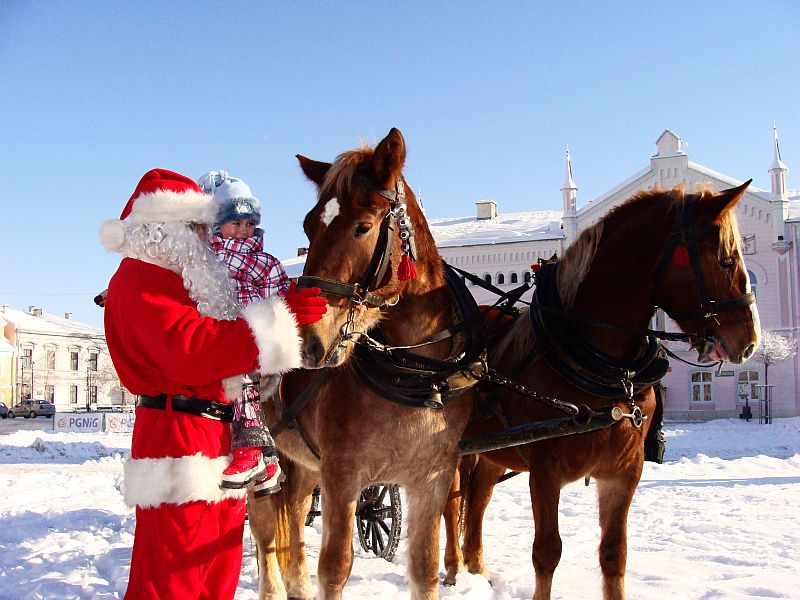
Vit jul i Sanok i Polen.

Definitionen av en "vit jul" varierar. I vissa länder betyder det helt enkelt att marken är snötäckt i juletider, men andra har strängare kriterier.

### USA och Kanada
I USA är den officiella definitionen ett snödjup på 1 tum (2,5 centimeter) klockan 07:00 lokal tid på juldagsmorgonen. Historiskt sett är det främst förekommande i de nordligaste delstaterna vid gränsen till Kanada samt i höga bergskedjor. I Kanada skall det vara minst 2 centimeter (0.79 tum) på juldagsmorgonen. Där är sannolikheten för en vit jul i allmänhet måttlig eller hög sett till historiken. Undantagen är kusttrakterna i sydväst och delar i sydost, där sannolikheten är lägre.

### Storbritannien
I Storbritannien, där många menar att det räcker med helt snötäcke på juldagen, är brittiska Met Offices officiella definition av en vit jul att det skall falla snö (om snön smälter innan den når marken godkänns det ändå) inom 24 timmar den 25 december.
Enligt Met Office räcker inte 3 fot (91 centimeter) snö på marken till jul om snöfallet inträffade de närmaste föregående dagarna, men däremot snöflingor blandade med regn, även om de aldrig når marken. I Storbritannien är sannolikheten för snöfall på juldagen störst i norra Skottland, i Aberdeen, Aberdeenshire eller Skotska högländerna.

### Sverige
För att kallas vit jul i Sverige krävs enligt SMHI minst 1 cm snödjup på juldagens morgon.
| Ort                                                                       | Ungefärlig sannolikhet för en vit jul enligt SMHI |
| ------------------------------------------------------------------------- | ------------------------------------------------- |
| Kiruna och Vilhelmina                                                     | >99 procent                                       |
| Haparanda, Luleå, Piteå, Skellefteå, Östersund och Sveg                   | 90–99 procent                                     |
| Umeå, Härnösand och Falun                                                 | 80–89 procent                                     |
| Gävle och Askersund                                                       | 70–79 procent                                     |
| Karlstad, Örebro, Västerås, Uppsala, Skövde, Jönköping, Nässjö och Motala | 60–69 procent                                     |
| Mariestad, Växjö, Linköping, Norrköping och Stockholm                     | 50–59 procent                                     |
| Strömstad, Vänersborg, Oskarshamn, Västervik och Oxelösund                | 40–49 procent                                     |
| Göteborg, Halmstad, Kristianstad, Kalmar och Visby                        | 30–39 procent                                     |
| Helsingborg, Malmö och Karlskrona                                         | 20–29 procent                                     |
| Ystad                                                                     | <20 procent                                       |

1. ↑  Baserat på statistik från perioden 1931–1990. Lokala avvikelser kan förekomma.

## Södra halvklotet
År 2006 slog en snöstorm till mot Snowy Mountains i New South Wales och Victoria, på juldagsmorgonen, och gav nästan 12 tum (30 centimeter) snö i högre belägna områden.